# Globularia cambessedii
Globularia cambessedii là một loài thực vật có hoa trong họ Mã đề. Loài này được Willk. mô tả khoa học đầu tiên năm 1893.